# Johann Lonitzer
Johann Lonitzer est un théologien et lexicographe allemand, né à Artern, comté de Mansfeld, en 1499, mort à Marbourg en 1569. Il est le père d'Adam Lonitzer et de Philipp Lonitzer. 

## Biographie
Il manifeste de bonne heure de brillantes dispositions et une ardeur excessive pour l’étude. Ses parents ayant décidé qu’il embrasserait la carrière commerciale, Lonicer s’enfuit de la maison paternelle et se rend à Eisleben, où il suit les cours du collège. 
D’Eisleben, il passe à Erfurt, puis à Wittemberg, et, en 1521, il obtient, dans cette dernière ville, le grade de maître es arts. Il donne des leçons d’hébreu à Francfort-sur-l’Oder, puis se rend à Strasbourg, où il travaille dans une imprimerie. 
En 1527, Lonicer va à Marbourg enseigner la langue hébraïque et le grec, à la demande du landgrave de Hesse et malgré les offres qui lui sont faites par diverses universités, jalouses de se l’attacher; il reste dans cette ville, honoré par le landgrave, estimé de ses collègues et aimé de tous ceux qui l’approchaient. 
Mélanchthon et Camerarius lui confient l’achèvement du Dictionnaire grec et latin, qu’ils avaient commencé. 

## Œuvres
On a de Lonicer : 
- Contra Romanistam fratem Augustinum Alvelden (Wittemberg, 1520, in-4°) ;
- Biblia nova Alveldensis (Wittemberg, 1520, in-4°) ;
- Homeri opera (Strasbourg, 1525 et 1542, 2 vol. in-8°) ;
- Divinæ scripturæ veteris novæque omnia, græce (Strasbourg, 1526, 4 vol. in-8°);
- Pindari poemata latine (Bâle, 1528 et 1535, in-4°). ;
- Græcæ grammaticæ methodus (Bâle, 1536, in-8°) ;
- Artis dicendi methodus (Bâle, 1536, in-8°) ;
- Theophylacti enarrationes in Pauli epistolas (Paris, 1542, in-fol.) ;
- De meteoris (Francfort, 1548 et 1550, in-8°), etc.

## Source
« Johann Lonitzer », dans Pierre Larousse, Grand dictionnaire universel du XIXe siècle, Paris, Administration du grand dictionnaire universel, 15 vol., 1863-1890 [détail des éditions].